# فالفيردي (سانتا كروث دي تينيريفه)
بلدية فالفيردي (بالإسبانية: Valverde) هي بلدية تقع في مقاطعة سانتا كروث دي تينيريفه التابعة لمنطقة جزر الكناري جنوب غرب إسبانيا.

## الديموغرافيا
بلغ عدد سكان بلدية فالفيردي 5.048 نسمة عام 2011 (وفقاً للمعهد الوطني للإحصاء الإسباني).
| 3.929 | 3.589 | 4.643 | 4.907 | 4.914 | 4.995 | 5.048 |

## توأمة
لفالفيردي (سانتا كروث دي تينيريفه) اتفاقيات توأمة مع:
- أرافو